# 前田青邨

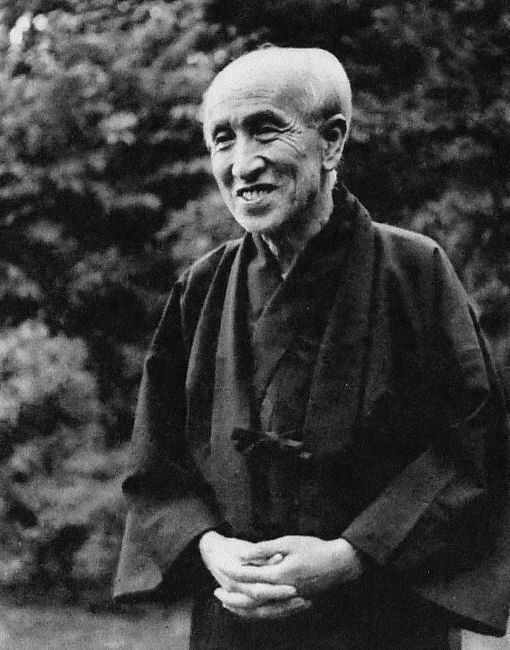
前田青邨

前田 青邨（まえだ せいそん、1885年〈明治18年〉1月27日 - 1977年〈昭和52年〉10月27日）は、日本画家。位階は従三位。岐阜県中津川市出身。本名、前田 廉造（まえだ れんぞう）。妻は荻江節の5代目荻江露友。三女の夫が美術史家の秋山光和。

## 人物

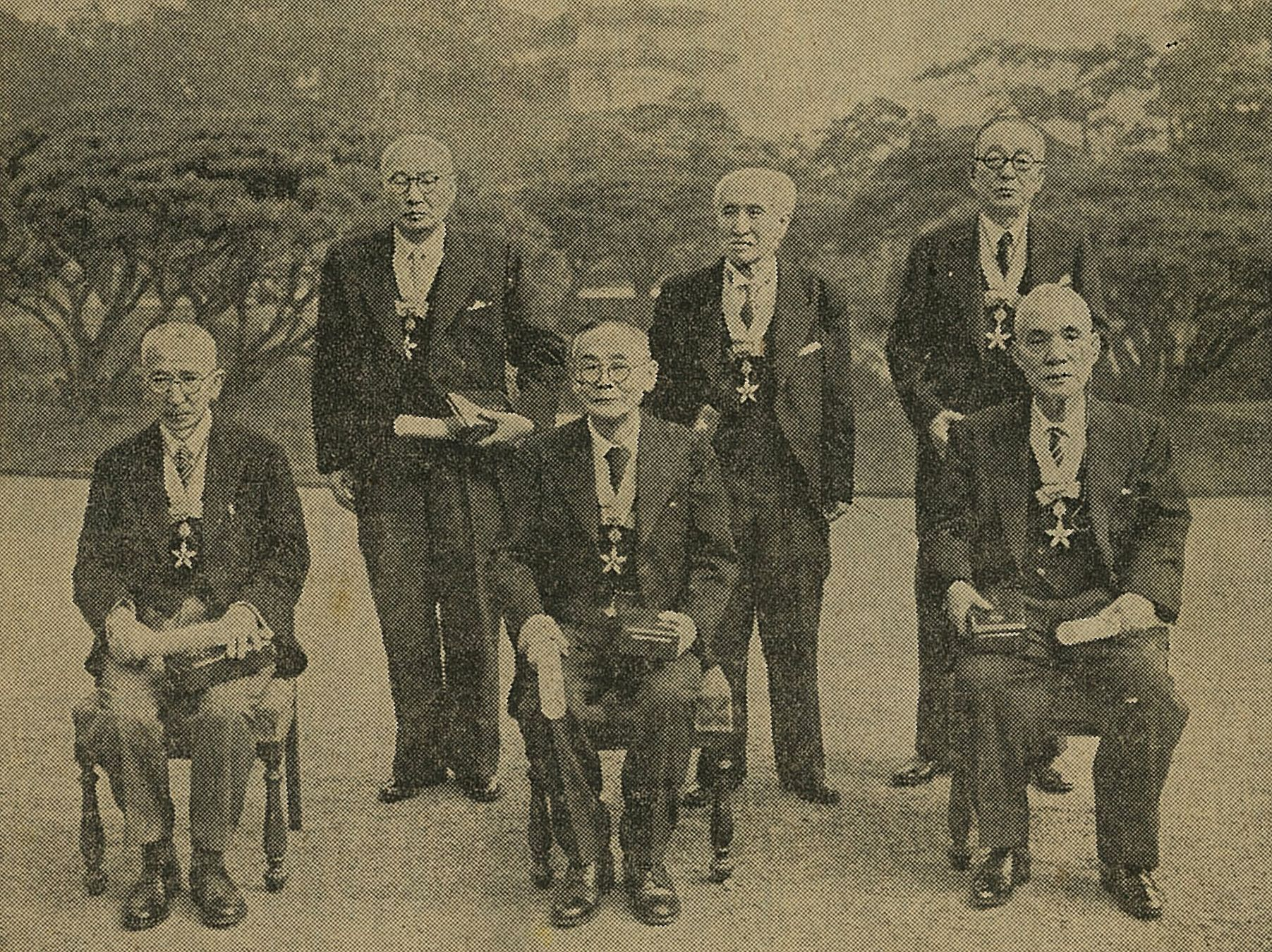
文化勲章授与式、後列中央が前田青邨

青邨は大和絵の伝統を深く学び、歴史画を軸に肖像画や花鳥画にも幅広く作域を示した。ことに武者絵における鎧兜の精密な描写は有名である。
1935年（昭和10年）、帝国美術院の改革が行われると会員に選出されるが、翌1936年（昭和11年）年に示された平生改革案に反対して横山大観ら日本芸術院メンバーなどとともに会員を辞任する。その後、1937年（昭和12年）に帝国美術院が改組して帝国芸術院として発足すると芸術院会員となった。
1955年（昭和30年）に、文化勲章を受章するなど、画壇・院展を代表する画家として長年活躍した。
晩年には、法隆寺金堂壁画の再現模写や高松塚古墳壁画の模写等、文化財保護事業に携わった。その遺志は、弟子の平山郁夫等にも引き継がれている。
かつて岐阜県中津川市苗木に青邨から寄贈された本画や下図などを展示する青邨記念館があったが、2009年に展示物の「富士」と「鮎」が盗まれた。その後、建物の老朽化を理由に2015年6月に閉館した。
青邨の代表作の1つ「洞窟の頼朝」は2010年（平成22年）に重要文化財に指定された。

## 年譜
- 1885年（明治18年）1月27日、岐阜県恵那郡中津川村（現・中津川市新町）で出生。食料品屋（乾物屋）を営む父常吉、母たかの次男だった。本名、廉造といった。
- 1898年（明治31年） 上京し京華中学校に入学するが体をこわして中途退学、帰郷。
- 1901年（明治34年） 再び上京し、尾崎紅葉の勧めで梶田半古に入門
- 1902年（明治35年） 半古から「青邨」の雅号を貰う。梶田半古の弟子は小林古径をはじめ雅号に「古」の字を貰うことが多かったが、青邨以降は奥村土牛を含め「古」を貰っていない。同年第十二回日本絵画協会共進会に『金子忠家』出品して三等賞を受賞[3]。
- 1907年（明治40年） 紅児会に入り、今村紫紅、小林古径、安田靫彦らの俊英とともに研究を続ける。
- 1911年（明治44年） 下村観山の媒酌で、荻江節の家元 初代荻江露章こと佐橋章子の妹松本すゑ（荻江露友）と結婚。
- 1912年（明治45年） 健康を害し、神奈川県平塚に転地療養する。
- 1914年（大正3年） 再興された日本美術院の同人となる
- 1915年（大正4年） 朝鮮旅行
- 1918年（大正7年） 日本美術院評議員に推挙される
- 1919年（大正8年） 中華民国へ旅行
- 1922年（大正11年） 事業家・望月軍四郎の援助で小林古径と共に日本美術院留学生として約1年間渡欧。アッシジで観たジョット・ディ・ボンドーネの壁画などイタリア中世の絵画に感銘を受ける。
- 1923年（大正12年） 大英博物館にて中国・東晋の名画「女史箴図巻」を模写して帰国（模写は東北大学附属図書館が所蔵）
- 1930年（昭和5年） 「洞窟の頼朝」で第1回朝日文化賞受賞
- 1935年（昭和10年） 帝国美術院の改革に伴い会員となる。御即位記念献上画「唐獅子」を制作
- 1937年（昭和12年） 帝国芸術院会員に推挙される
- 1943年（昭和18年） 満洲・支那旅行
- 1944年（昭和19年）7月1日 帝室技芸員に推挙される[4]。
- 1950年（昭和25年） 文化財保護委員会専門審議会委員に就任
- 1951年（昭和26年） 東京芸術大学日本画科主任教授に就任。翌年より平山郁夫が青邨の助手となり、爾来指導を受けることとなる
- 1955年（昭和30年） 文化勲章受章、文化功労者。中津川市名誉市民となる
- 1956年（昭和31年） 日本美術家連盟会長に就任
- 1957年（昭和32年） 川合玉堂の後を継いで香淳皇后の絵の指導役となる
- 1958年（昭和33年） 日本美術院常務理事
- 1959年（昭和34年） 国立近代美術館評議員
- 1960年（昭和35年） 訪中日本画家代表団団長
- 1962年（昭和37年） 東京芸大名誉教授
- 1964年（昭和39年） 日光二荒山神社宝物館の壁画「山霊感応」完成
- 1967年（昭和42年） 法隆寺金堂壁画再現事業総監修に安田靫彦と共に就任
- 1970年（昭和45年） 皇居長和殿「石橋の間」に1955年（昭和30年）に謹作した壁画「石橋」を加筆。新たにその左右に「紅牡丹」「白牡丹」の二面を制作
- 1973年（昭和48年） 高松塚古墳壁画模写事業総監修者
- 1974年（昭和49年） ローマ法王庁からの依頼によりバチカン美術館に納める「細川ガラシア夫人像」を完成
- 1977年（昭和52年）10月27日 老衰のため逝去（92歳没）。贈従三位。墓所は鎌倉市東慶寺。

## 主な作品
- 「竹取物語絵巻」 1914年（大正3年） 再興1回院展出展
- 「清水寺（京名所八題）」紙本墨画淡彩・軸 東京国立博物館 1916年（大正5年） 再興3回院展出展
- 「花売」 紙本着色・額 東京国立博物館 1924年（大正13年） 再興11回院展出展
- 「羅馬使節」 三曲一隻 絹本着色・屏風 早稲田大学図書館 1927年（昭和2年） 再興14回院展出展
- 「西遊記」 紙本墨画淡彩・巻子 MOA美術館 1927年（昭和2年） 再興14回院展出展
- 「洞窟の頼朝」 二曲一隻 絹本着色・屏風 大倉集古館 1929年（昭和4年） 再興16回院展・ローマ日本美術展覧会出展 重要文化財
- 「唐獅子」 六曲一双 紙本着色・屏風宮内庁三の丸尚蔵館 1935年（昭和10年） 御大典記念献上画
- 「観画」 絹本着色・額 京都市美術館 1936年（昭和11年） 改組第一回帝展出展
- 「阿修羅」 紙本着色・軸 東京芸術大学 1940年（昭和15年） 紀元二千六百年奉祝美術展出展
- 「おぼこ」 紙本墨画・額 東京国立近代美術館 1944年（昭和19年）
- 「Y氏像」 紙本着色・額 東京国立近代美術館 1951年（昭和26年） 再興36回院展出展 洋画家安井曾太郎を描いた人物画
- 「出を待つ」 二曲一隻 1955年（昭和30年）
- 「浴女群像」 紙本着色・額 滋賀県立近代美術館 1956年（昭和31年） 再興41回院展出展
- 「お水取」 紙本着色・巻子 平木浮世絵美術館 1959年（昭和34年） 再興44回院展出展
- 「白頭」 紙本墨画淡彩・額 東京芸術大学 1961年（昭和36年） 再興46回院展出展 喜寿の記念に描いた青邨唯一の自画像
- 「石棺」 紙本着色・額 東京国立近代美術館 1962年（昭和37年） 再興47回院展出展
- 「赤い壁（天壇）（中国三部作）」 紙本着色・額 1960年（昭和35年）
- 「山霊感応」 紙本着色・額 日光二荒山神社 1964年（昭和39年）
- 「蓮台寺の松蔭」 紙本着色・額 山種美術館 1967年（昭和42年） 再興52回院展出展
- 「異装行列の信長」 紙本着色・額 山種美術館 1969年（昭和44年） 再興54回院展出展
- 「腑分」 紙本着色・額 山種美術館 1970年（昭和45年） 再興55回院展出展
- 「知盛幻生」 紙本着色・額 個人蔵 1971年（昭和46年） 再興56回院展出展
- 「土牛君の像」 紙本着色・額 東京国立近代美術館 1973年（昭和48年） 再興58回院展出展 日本画家奥村土牛を描いた人物画
- 「天正貴婦人像（細川ガラシア夫人像）」 紙本着色・額 バチカン美術館 1974年（昭和49年）

## 著書
- 『日本の冑 前田青邨スケッチ集』中央公論美術出版 1957
- 『作画三昧 青邨文集』新潮社 1979。秋山光和編
- 『前田青邨の歴史画』鹿島出版会 1978。秋山光和監修

### 主な画集
- 『前田青邨作品集』朝日新聞社 1972
- 『現代日本美術全集15 前田青邨』集英社 1973、新版1980
- 『日本の名画26　前田青邨』講談社 1973
- 『日本の名画15 前田青邨』中央公論社 1975、新版1979
- 『美術特集日本編12 前田青邨』朝日新聞社「アサヒグラフ別冊」 1978
- 『現代日本絵巻全集9・10　前田青邨』小学館 1981-1984
- 『定本前田青邨作品集』鹿島出版会 1981。限定本・2分冊
- 『巨匠の日本画8 前田青邨』学研 1994、新版2004
- 『新潮日本美術文庫 前田青邨』 1998。小著

## その他
- 青邨の父常吉が営んでいた食料品屋は、後に中津川市花戸町に移転。ヤマツ食品として菊牛蒡味噌漬、栗きんとんを製造販売している。ヤマツ食品本社の2階には前田青邨を偲ぶためにつくられたギャラリー、前田館がある。